# Окно напротив (фильм, 2003)
«Окно напротив» (итал. La Finestra di Fronte) — итальянский кинофильм-драма 2003 года режиссёра Ферзана Озпетека, получивший 19 престижных премий различных кинофестивалей.

## Сюжет
День Джованны с утра до вечера заполнен трудом: она работает на птицефабрике, воспитывает двоих детей, стряпает и убирает в доме, а по вечерам выпекает пирожные для соседнего кафе. Она недовольна своей жизнью и конфликтует мужем. Она позволяет себе лишь два развлечения: общение со своей подругой, коллегой и соседкой Эмине и тайное подглядывание из окна за Лоренцо, молодым банковским служащим, который живёт в доме напротив.
Однажды муж Джованны Филиппо приводит в дом пожилого мужчину, потерявшего память, к. Теперь молодой женщине приходится ухаживать и за новым постояльцем. Поначалу он её раздражает, но чем больше она общается с ним, тем больше проникается любопытством к этому загадочному утончённому человеку, совсем не похожему на её доброго и очень ординарного мужа.
Постепенно Джованна узнаёт тайны прошлого своего постояльца и, незаметно для самой себя, переносит на него свои мечты об идеальном мужчине, который мог бы наполнить её жизнь смыслом и счастьем…

## В ролях
| Актёр                | Роль                 |
| -------------------- | -------------------- |
| Джованна Меццоджорно | Джованна             |
| Массимо Джиротти     | Симон / Давид Вероли |
| Рауль Бова           | Лоренцо              |
| Филиппо Нигро        | Филиппо              |

## Съёмочная группа
- Режиссёр: Ферзан Озпетек (Ferzan Özpetek)
- Идея и постановка: Джанни Ромоли (Gianni Romoli), Ферзан Эзпетек (Ferzan Özpetek)
- Автор сценария: Андреа Крисанти (Anfrea Crisanti)
- Оператор: Джанфилиппо Кортичелли (Gianfilippo Corticelli)
- Продюсеры: Тилде Корси (Tilde Corsi), Джанни Ромоли (Gianni Romoli)
- Композитор: Андреа Герро (Andrea Guerro)
- Монтаж: Патрицио Мароне (Patrizio Marone)
- Костюмы: Катя Доттори (Catia Dottori)

## Выход на экраны и кассовые сборы
Показ фильма в итальянских кинотеатрах начался 28 февраля 2003 года. 15 мая фильм был показан на Каннском кинофестивале. 5 июля — на кинофестивале в Карловых Варах. В прокат США фильм вышел лишь год спустя — 18 июня 2004 года.
Фильм посвящён памяти великого итальянского актёра Массимо Джиротти, умершего перед премьерой картины 5 января 2003 года.
Кассовые сборы в Италии составили €11,7 млн. (на 07.09.2003), в США — $0,5 млн. (на 10.10.2004).
Фильм получил в 2003 году целый ряд престижных наград. В том числе David di Donatello в 5 номинациях, Nastri d'Argento в 3 номинациях.